# Peter van Huffel
Peter van Huffel (6 september 1978) is een Canadese jazz-saxofonist, -klarinettist en componist. Hij woont in Berlijn.

## Biografie
Van Huffel groeide op in Kingston (Ontario). Toen hij twaalf was ging hij klarinet spelen, een jaar later begon hij op de altsaxofoon. Zijn loopbaan begon in Toronto. Van 2002 tot 2008 woonde hij in New York. In die periode kreeg hij een naam in de plaatselijke jazzscene. Hij studeerde aan Manhattan School of Music, in 2008 verhuisde hij naar Berlijn.
Zijn saxofoonspel geldt als intensief en krachtig, te horen in opnames van zijn punkjazz-trio Gorilla Mask. Hij werkt samen met zijn toenmalige vrouw, de Belgische zangeres Sophie Tassignon, de Canadees-Oekraïense gitarist Alex Maksymiw, Andreas Willers alsook Oliver Steidle. Hij speelde tevens met Chris Potter, Donny McCaslin, Dave Binney en Tony Malaby.

## Discografie (selectie)
- Peter van Huffel Quintet Silvester Battlefield (Fresh Sound New Talent, 2007)
- Peter van Huffel/Sophie Tassignon Hufflignon (Clean Feed, 2008)
- Peter van Huffel Quartet Like the Rusted Key (Fresh Sound New Talent, 2010)
- Peter van Huffel/Michael Bates/Jeff Davis Boom Crane (Fresh Sound New Talent, 2014)
- Peter van Huffel’s Gorilla Mask Bite My Blues (Clean Feed, 2014)
- Peter van Huffel/Andreas Willers/Oliver Steidle The Scrambling Ex (FMR Records, 2015)
- Gorilla Mask Iron Lung (Clean Feed, 2017)
- Gorilla Mask Brain Drain (Clean Feed, 2019)
- Gorilla Mask Mind Raid (Clean Feed, 2022)